# Force (曲)
「Force」（フォース）は、2012年10月31日に発売されたSuperflyのシングル。

## 解説
「輝く月のように/The Bird Without Wings」から約2ヶ月振りのシングルであり、アルバム『Force』からのリカット・シングル。カップリングには新曲2曲が収録。
ジャケット写真はアルバム（初回限定盤）と同じだが、タイトルの文字の色が黄色から青に変わっている。
初回限定盤は代々木公園で行われたフリーライブの映像を収録したDVDが付属。
5年後の2017年10月19日には、同ドラマの第5シリーズの放送開始と共に、本曲をオーケストラ風にアレンジされた『Force -Orchestra Ver.-』が配信限定としてリリースされた。

## 収録曲
全曲　作詞：越智志帆、作曲 & Basic Arrangement：多保孝一、Produced & Arrangement：蔦谷好位置
1. Force  (3:31)
  - テレビ朝日系ドラマ『ドクターX〜外科医・大門未知子〜』第1シリーズ（2012年）・スペシャル（2016年）・第5シリーズ（2017年）主題歌。
2. 終わりなきゲーム (3:53)
3. 透明人間 (4:36)

DVD（初回限定盤のみ）
1. Force
2. No Bandage
3. The Bird Without Wings
4. 919
5. 平成ホモサピエンス
6. Alright!!
7. 輝く月のように
8. タマシイレボリューション
9. 愛をこめて花束を

## 収録アルバム
Force
- 『Force』（#1）
- 『Superfly BEST』（#13・Disc 2）
- 『99』（#4）
- 『Superfly 10th Anniversary Greatest Hits “LOVE, PEACE & FIRE”』 （#6・Disc 3）

終わりなきゲーム
- 『黒い雫 & Coupling Songs: 'Side B'』（#11・Disc 2）

透明人間
- 『黒い雫 & Coupling Songs: 'Side B'』（#12・Disc 2）